# Municipio de Tepecoacuilco de Trujano
El municipio de Tepecoacuilco de Trujano es uno de los 85 municipios que conforman el estado mexicano de Guerrero, ubicado al sur del país. Forma parte de la región Norte y su cabecera es la localidad de Tepecoacuilco de Trujano.

## Geografía

### Localización
Se localiza al norte de la capital del estado; aproximadamente a 11 kilómetros de la ciudad de Iguala de la Independencia se encuentra su cabecera municipal, Tepecoacuilco de Trujano, sobre la carretera federal México-Acapulco, desviándose en la localidad Rancho del Cura.
Comprendido dentro de la región geoeconómica Norte. Colinda al norte con Iguala; al sur con Mártir de Cuilapan y Eduardo Neri; al oriente con Atenango del Río y Huitzuco y al poniente con Cocula.

### Extensión
Tiene una extensión territorial de 984 kilómetros cuadrados, que representan el 1.54 por ciento de la superficie total del estado

### Población
Conforme al Conteo de Población y Vivienda realizado por el Instituto Nacional de Estadística y Geografía (INEGI) en 2010, el municipio contaba hasta ese año con un total de 30 470 habitantes, de los cuales, 14,612 eran hombres y 15,858 eran mujeres.
| Población de el Municipio de Tepecoacuilco |
|                                            |
| Fuente:INEGI                               |

### Localidades
En el censo de 2020 el municipio de Ahuacuotzingo contaba con 49 localidades.
| Código INEGI      | Localidad                | Población (2020) |
| ----------------- | ------------------------ | ---------------- |
| 120590001         | Tepecoacuilco de Trujano | 6 884            |
| 120590008         | Mayanalán                | 2 755            |
| 120590013         | San Agustín Oapan        | 1 891            |
| 120590026         | Xalitla                  | 1 501            |
| 120590015         | San Miguel Tecuiciapan   | 1 478            |
| 120590019         | Tecuexcontitlán          | 1 289            |
| 120590017         | San Vicente Palapa       | 1 234            |
| 120590022         | Tierra Colorada          | 1 172            |
| 120590007         | Maxela                   | 1 076            |
| 120590023         | Tonalapa del Sur         | 1 050            |
| 120590012         | Sabana Grande            | 1 028            |
| 120590002         | Acayahualco              | 1 003            |
| Otras localidades | Otras localidades        | 8 445            |
| Total municipal   | Total municipal          | 30 806           |